# Berninagruppe
Berninagruppe, Massiccio del Bernina – pasmo górskie w Alpach Wschodnich, na pograniczu Szwajcarii i Włoch. Najwyższym szczytem pasma jest Piz Bernina (4049 m), będący jednocześnie kulminacją całych Alp Wschodnich. Do pozostałych najwyższych szczytów należą:
- Piz Zupó (3996 m),
- Pizzo Bianco (3995 m),
- Piz Scerscen (3971 m),
- Piz Argient (3945 m),
- Piz Roseg (3937 m),
- Bellavista (3922 m),
- Piz Palü (3901 m),
- Crast’ Agüzza (3854 m),
- Piz Morteratsch (3751 m).

Całe pasmo Berninagruppe zbudowane jest z krystalicznych skał granodiorytowych. Wchodzą one w skład potężnej intruzji przecinającej otaczające skały metamorficzne. Rzeźba wysokogórska z ostrymi, przepaścistymi graniami i potężnymi ścianami. Cały masyw jest silnie zlodowacony (m.in. wspaniałe lodowce Veretta Scerscen Superiore, Vedretta Scerscen Inferiore). Zwiedzanie gór ułatwiają schroniska (m.in. Tschierva Hütte od strony szwajcarskiej, Rifugio Marinelli Bombardieri od strony włoskiej). Dotarcie do niektórych z nich (np. Rifugio Marco e Rosa) wymaga umiejętności alpinistycznych. Wejście na szczyty Berninagruppe jest trudne, dostępne jedynie dla doświadczonych alpinistów. Potężna północna grań Piz Bernina (tzw. Biancograt) uważana jest za jedną z najpiękniejszych wspinaczkowych dróg w całych Alpach.
Rozwinięta jest turystyka górska. Główne ośrodki turystyczne, położone w dolinach: St. Moritz (St. Murezzan), Pontresina (Szwajcaria), Sondrio, Tirano, Bormio (Włochy).
Na skraju Berninagruppe znajduje się przełęcz Berninapass (wł. Passo del Bernina) o wysokości 2200 m n.p.m. Przez siodło tej przełęczy prowadzi najwyżej położona linia kolejowa w Europie.
W miejscowości Samedan, po stronie szwajcarskiej znajduje się najwyżej położone lotnisko sportowe w Europie.